# 薩納克群島
薩納克群島是美國的群島，位於阿拉斯加灣，屬於阿留申群島的一部分，由阿拉斯加州東阿留申自治市鎮負責管轄，總土地面積157.617平方公里，群島上無人居住。
54°24′35″N 162°36′04″W / 54.40972°N 162.60111°W